# Georg Mathias Donner
Georg Mathias Donner, född 1745 i Lübeck, död 8 januari 1808 i Visby (begravd i Follingbo kyrka), var en svensk affärsman.
Georg Mathias Donner föddes i Lübeck som son till den tyske handelsmannen Jürgen Hindrich Donner och Margareta Lythberg. Vid ett års ålder flyttade familjen till Visby, där fadern startade handelsverksamhet. Vid faderns död 1751 övertog modern familjeföretaget. Hon uppfostrade sina söner strängt och de fick inget inflytande över affärerna under hennes levnad och innehade endast underordnade positioner i verksamheten. Vid hennes död 1774 ombildade han tillsammans med brodern Jacob Niclas verksamheten till firma under namnet G. M. & J. N. Donner. Georg Mathias blev chef för verksamheten i Visby där han ledde familjens handelsbod, exportverksamheten och tobaksfabriken. Georg Mathias Donner tog initiativet till en utveckling av tobaksfabriken, samtidigt lät han anlägga ett kattunstryckeri såpsjuderi vid Kopparsvik, en grynkvarn på Södra byrummet och en segelduksfabrik och ett skeppsvarv inne i Visby.
Han kom att bosätta sig på det av modern inköpta Hallfreda i Follingbo, där en ny mangårdsbyggnad uppfördes. Han inköpte även andra egendomar, bland annat Stava i Barlingbo socken. 1800 drog han sig tillbaka från firman och sålde sina andelar till brodern och handelsbokhållaren N.J. Schwan.